# Jimmy Rogers
Jimmy Rogers (Ruleville, 1924. június 3. – Chicago, 1997. december 19.), amerikai Chicago blues gitáros, harmonikás, énekes, zeneszerző. Az 1950-es években Muddy Waters együttesében játszott.

## Pályafutása
Memphisben nőtt fel. Példaképei, tanárai között volt Big Bill Broonzy, Joe Willie Wilkins és Robert Junior Lockwood. Az 1940-es években Chicagóban többek között Sonny Boy Williamson I, Sunnyland Slim és Big Bill Broonzy mellett szerepelt.
1955-ben kilépett a Muddy Waterstől és szólista lett. Később többé-kevésbé kivonult a zenei életből, mert úgy érezte, hogy a rock and roll kiszorítja a blues-t.
1997-es halálakor éppen egy all-stars projekten dolgozott Eric Clapton, Stephen Stills, Jeff Healey, Taj Mahal, Robert Plant,  Jimmy Page, Mick Jagger, és Keith Richards társaságában. Az album 1999-ben jelent meg „Blues, Blues, Blues” címmel.

## Albumok
- Chicago Bound (1970; válogatás 1950-es lemezekről)
- Sloppy Drunk (1973)
- Gold Tailed Bird (1971)
- Jimmy Rogers (1984, dupla LP; válogatás 1950-es lemezekről)
- That's All Right (1989)
- Ludella (1990)
- Jimmy Rogers és Ronnie Earl és the Broadcasters (1993)
- Feelin' Good (1994) és Rod Piazza
- Blue Bird (1994)
- The Complete Chess Recordings (1997), dupla CD
- Blues Blues Blues (1999) és Mick Jagger, Keith Richards, Eric Clapton, Taj Mahal, Lowell Fulson, Jimmy Page, Robert Plant, Jeff Healey, és mások.

## Díjak
1995: Blues Hall of Fame